# Szinérváralja

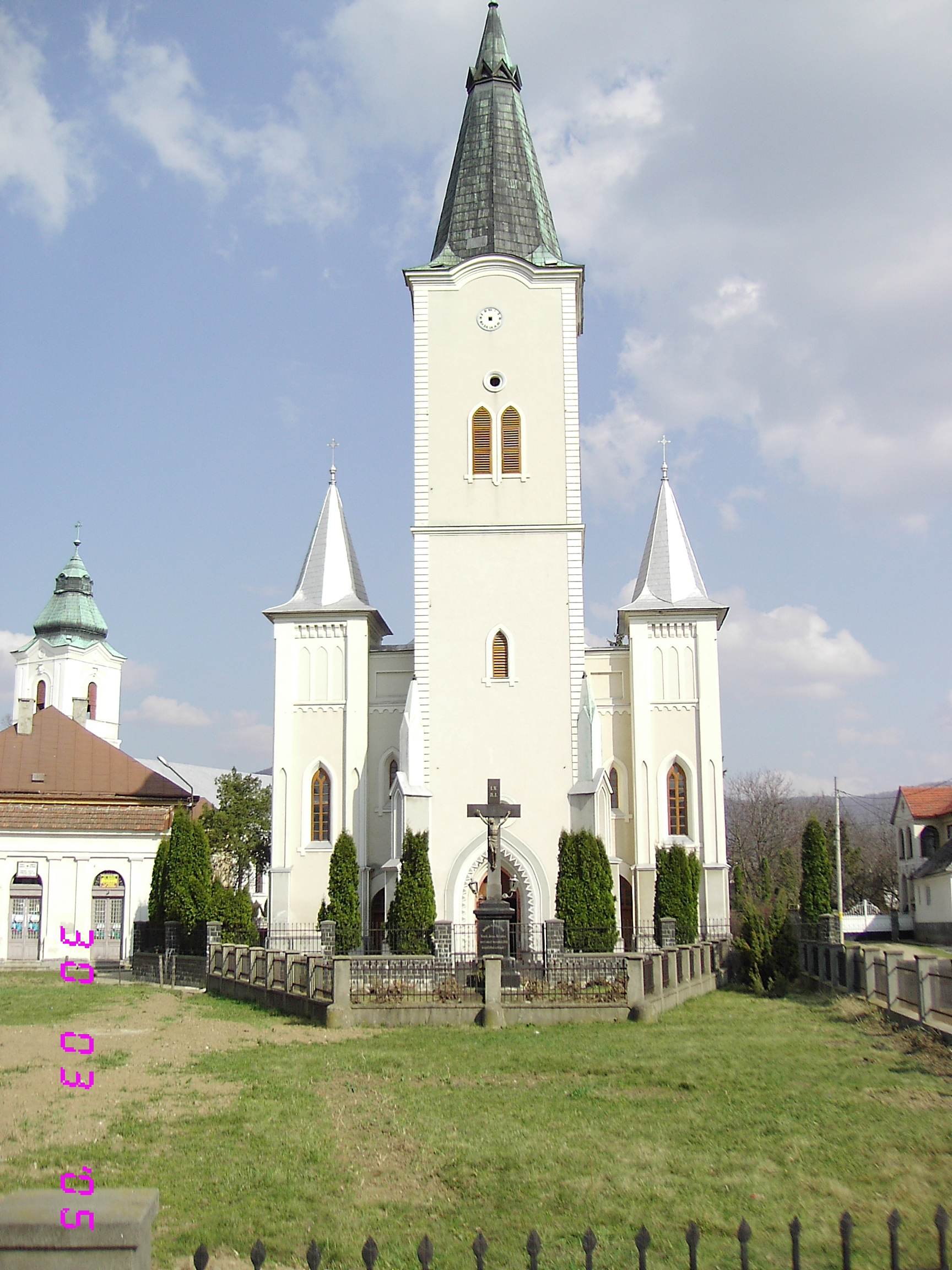
A római katolikus templom

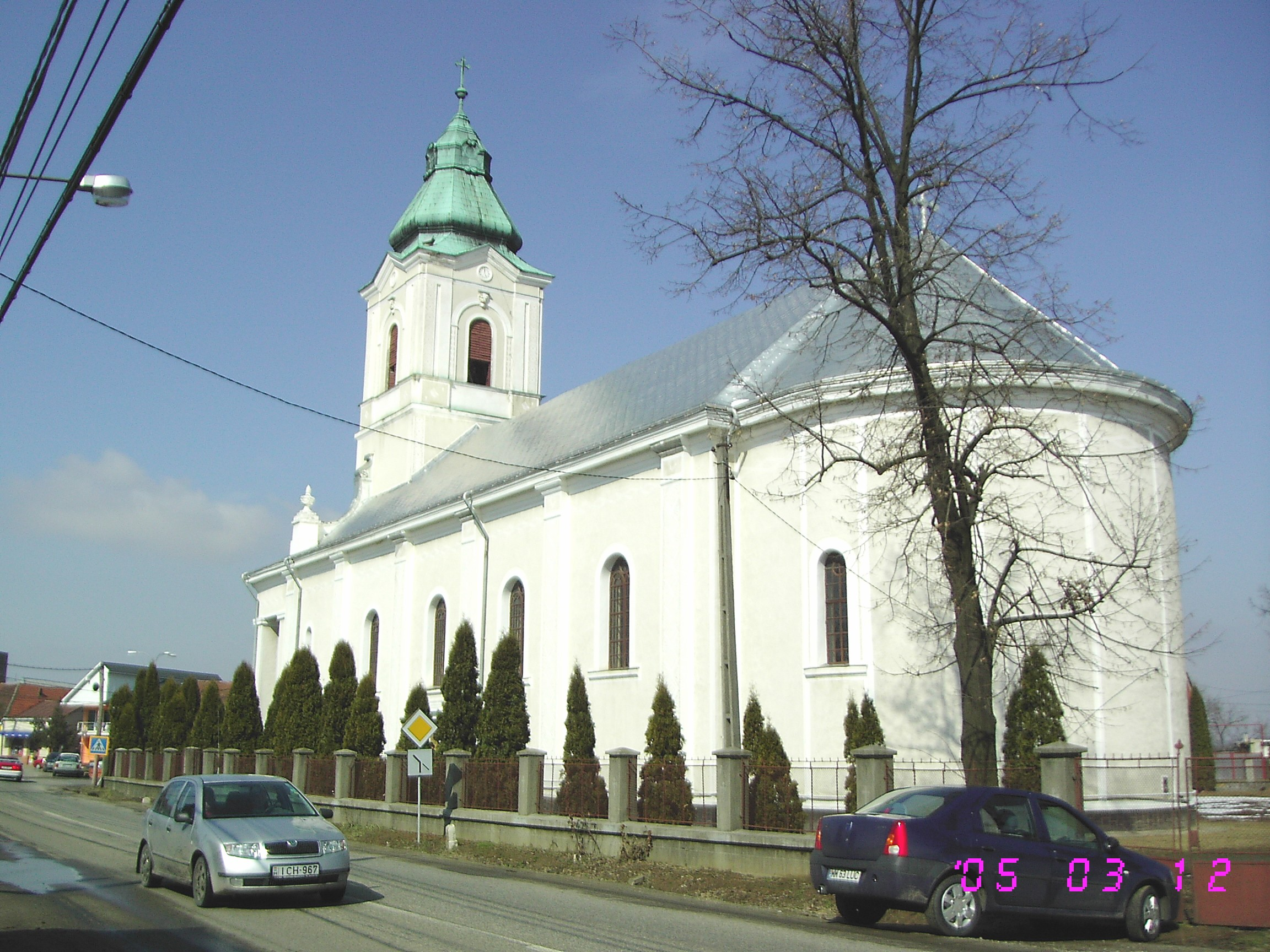
Az ortodox (volt görögkatolikus) templom

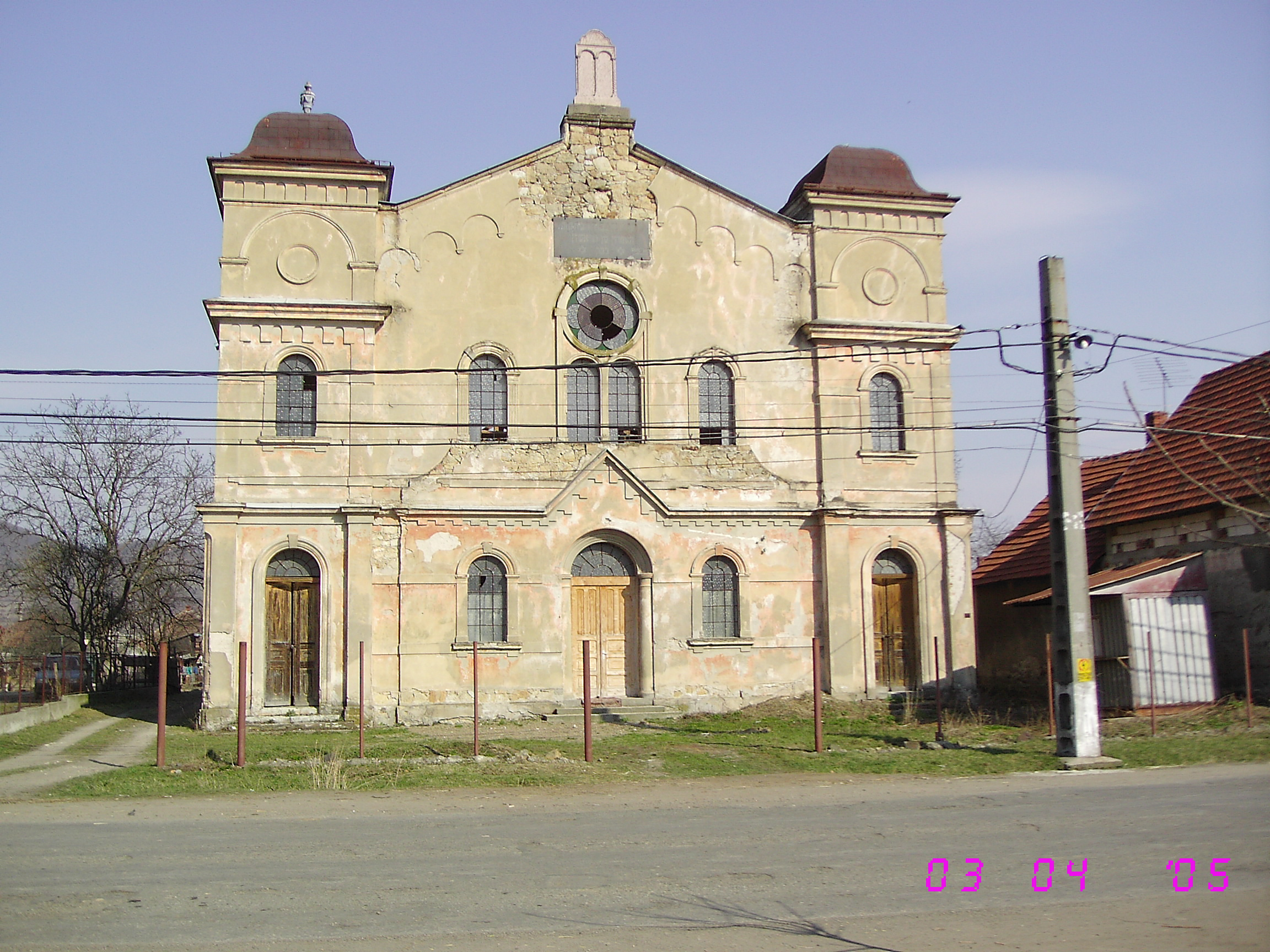
A zsinagóga

Szinérváralja, 1907-ig Szinyérváralja (románul Seini, németül Warolli vagy Leuchtenburg) város Romániában, Máramaros megyében.

## Nevének eredete
Neve Szinyér vára alatti települést jelöl, a vár pedig valószínűleg patakjáról vette nevét. A Szinér/Szinyér szláv eredetű és disznópásztorokra utal, vö. délszláv Svinjar, cseh Svinary, lengyel Świniary. 1335-ben Waralya és Zynyrwarallya néven említették. Nevét 1907-ben a község kérésére változtatták meg.

## Fekvése
A Szamos jobb partján, Máramaros megye nyugati peremén fekszik, Nagybányától 26 km-re északnyugatra, Szatmárnémetitől 36 km-re délkeletre.

## Lakossága
- Fényes Elek 1851-ben megjelent művének valószínűleg 1829-ből származó adatai szerint 1373 görögkatolikus, 709 református, 575 római katolikus és 151 zsidó lakosa volt.
- 1910-ben 5056 lakosából 2542 volt magyar és 2451 román anyanyelvű; 2655 görögkatolikus, 812 református, 790 zsidó és 786 római katolikus vallású.
- 2002-ben 8492 lakosából 6658 volt román, 1593 magyar, 141 cigány és 65 német nemzetiségű; 5557 ortodox, 1030 református, 813 görögkatolikus, 727 római katolikus, 159 baptista és 49 pünkösdi vallású. A magyarok hagyományosan északon, a református templom közelében és a Rozsály menti utcákban élnek. Ezen belül is a legnagyobb az arányuk a Zúgó völgyében, ahol a 2000-es években valószínűleg még ők alkották a lakók többségét.[6]

## Története
Határában ásatások során kő- és bronzkori maradványok kerültek elő. A vár alatt kialakult település az 1330-as évektől szerepelt a forrásokban. A 15. század végén népes település volt, valószínűleg több mint száz jobbágytelekkel. 1583-ban mezőváros, uradalmát Báthori Zsuzsanna birtokolta. 1598-ban 208 jobbágy háztartással írták össze, ebből kilencven Székely Györgynek, 23 Kornis Gáspárnak szolgált. 1605-ben Basta, 1657-ben Jerzy Lubomirski lengyel főúr, 1677-ben Wesselényi István hadai pusztították, 1717-ben a tatárok égették fel. Megmaradt lakói feljebb húzódtak, a régi falu sokáig romosan állt, majd románok költöztek be. 1741-ben negyven görögkatolikus román családot írtak össze benne. A többségi református gyülekezet mellett 1753-ban alakult meg római katolikus egyházközsége. Felsőbb rendelet az ekkor csupán néhány mesteremberből és örmény családból álló eklézsiának ítélte a középkori eredetű kőtemplomot. A 17–18. században számos nemesi család szerzett birtokot Szinérváralján.
A 19. század kezdetétől ismét jelentős mezőváros lett, hetivásárokkal, fazekasokkal, jelentős bortermeléssel, zsidó kereskedőkkel. Első zsidó lakosáról, egy bizonyos Jacobus Izraelről 1756-ban történik említés, aki épp akkor költözött el innen. Első zsinagógájukat 1785-ben építették. Ortodox irányzatú hitközsége igen konzervatívnak számított. 1884-ben rabbija, Michal Cvi Schönfeld Palesztinába települt. Jacob Wieder és fia, Juda, 1897 és 1944 között nyomdát tartott fenn, amely 1905 és 1944 között 145 héber és jiddis nyelvű kiadványt jelentetett meg.
1830-ban alakult benne gyógyszertár, 1859-ben Klein Lipót szesz- és élesztőgyára, 1875-ban ecetgyár. A Mándy család 1870-ben kastélyt épített a hegyoldalban, amely nem maradt fenn. 1877-től Szatmár vármegye egyik járásának székhelye volt. 1891-ben Sătmăreana néven román, 1896-ban Szinérváraljai Takarékpénztár néven magyar pénzintézete indult. 1897-ben 8593 kataszteri holdas határából 4692 volt szántó, 1437 erdő, 1383 rét és 249 kert. Igen jelentős volt gyümölcstermesztése; ugyanazon évben több mint 55 ezer szilva-, hétezer alma-, hatezer őszibarack- és négyezer diófát vettek számba. A 20. század elején a Mándy, a Papolczy, a Kávássy és a Fényes családnak volt benne nagyobb birtoka. 1910-ben 104 szabó és 102 cipész vagy csizmadia dolgozott benne, és 1903-ban szociáldemokrata pártszervezete is alakult. 1904 és 14 között Szinérváralja címmel hetilapja jelent meg.
Az 1940-es évek végéig mindig Szatmár vármegyéhez, illetve megyéhez tartozott, csak 1968-ban csatolták Máramaros megyéhez. 1988-ban kapott városi címet.

## Látnivalók
- A római katolikus templom eredeti építési éveként 1421 maradt fenn a hagyományban, ugyanis egy 1748-ban tartott vizsgálat során ezt az évszámot látták a falába vésve. Az 1717-es tatár betörés elpusztította. A katolikusok 1753-ban kapták vissza a reformátusoktól, majd újjáépítették. 1848-ban leégett, 1870-re ismét újraépítették, majd 1913-ban a torony átépítésével kapta jelenlegi alakját.[13]
- A reformátusok kőtemploma 1796-ban épült a mezőváros magyarok által lakott felső részén, egy 1756-ból való fatemplom helyén.
- Az ortodox templomot eredetileg a román görögkatolikusok építették 1876 és 1882 között, ugyancsak egy korábbi fatemplom helyén. Eredeti, tömzsi tornya helyett a mai tornyot és a portikuszt az 1909-es átépítéskor emelték.
- Zsinagógája 1904-ben épült. Az 1990-es években kisebb botrányt váltott ki, amikor a kommunizmus végén az épületet használó termelőszövetkezet egykori vezetője újsághirdetésben kínálta megvételre.[14]
- A volt Papolczy–Bay kúria (str. Cetăţii nr. 1) a 19. század végén épült. Itt született 1907-ben Bay Béla vívóedző. Az épület 2012-ben éppen felújítás alatt állt.
- A volt Kávássy-kúria 1848-ban épült. Felújítás után jelenleg panzió üzemel benne.
- A városháza a volt Bárány–Crăciun-ház 1900-as évekből származó épületében működik.
- A volt Korona szállót a Neumann család építtette.
- A volt járásbíróság historizáló épületében az 1. sz. általános iskola működik.
- A volt katolikus iskola klasszicista épülete.
- Kepes Sándor 1875-ben épült malma.
- A 652 méter magas Komzsa-tető gyertyános-bükköse természetvédelmi terület. 1939-ben egy tüzérségi egység állomásozott a település peremén és a parancsnokuk, Georgescu tábornok elhatározta, hogy katonáival megörökítteti Mihai Eminescu halálának ötvenedik évfordulóját. A Komzsa-tetőn több ezer erdei- és lucfenyőcsemetéből rakatta ki a költő nevét, amely részben ma is látható.[15]
- A Gutin-hegység legnyugatibb pontján, a Várhegy erdővel fedett tetején állnak Szinyér várának romjai. A 14–15. században a meggyesi Móroc család uradalmának székhelye volt, amely 1490-ben 29 faluból állt. 1491-ben Báthori András foglalta el Ulászló-párti őrségétől. 1563-ban Balassa Menyhért előbb csellel elfoglalta Báthori Zsigmond egyik fiától, majd katonáival leromboltatta. A vár nyújtott ovális alaprajzú, 10–15 méter széles és négy–öt méter mély árok veszi körül.[16]

## Híres emberek
- Itt született 1504-ben Erdősi Sylvester János tudós, bibliafordító. 1902-ben szobrot állítottak neki.
- Itt szolgált lelkészként Medgyesi Pál 1634 és 1636 között.
- Itt született 1822. október 22-én Zágonyi Károly, az amerikai polgárháború hőse.
- Itt született 1860-ban Kurovszky Zsigmond magyar királyi főbányatanácsos, főbányahivatali főnök, Alsófehérvármegye törvényhatósági bizottságának tagja, kohómérnök.
- Itt született 1868. december 8-án Lengyel József római katolikus plébános és író.
- Itt született 1875. június 18-án Mandel Sámuel rabbi.
- Itt született 1888. február 27-én vitéz nemes dési Bajnóczy József, m. kir. vezérezredes, 1941. nov. 1. és 1944. ápr. 19. között a Honvéd Vezérkar főnökének helyettese.
- Itt született 1907. február 8-án Bay Béla vívó, edző, sportvezető.
- Itt született 1909. október 19-én Incze János festő.
- Itt született 1916. január 16-án Bekény István, az Országos Levéltár osztályvezetője, a Révai Új Lexikona és egyéb kiadványok szerkesztője, szerzője
- Itt hunyt el 1934. július 15-én Szende Pál politikus, pénzügyminiszter.

## Gazdaság
- Faipar.
- Andezitbánya és kőfaragás.
- Ecet- és szeszgyár.
- Az 1950 előtti 179 hektáros szőlőterületből 1999-re mindössze 30 hektár maradt.[17]

## Oktatás
- Mezőgazdasági szakiskolájának (Ion Ionescu de la Brad Iskolacsoport) elődje 1952-ben indult meg mint szőlészeti és gyümölcstermesztési szakiskola.
- Az Alexiu Berinde Általános Iskola keretében nyolcosztályos magyar tagozat működik, külön épületben.[18]

## Testvérvárosok
- Sárvár, Magyarország
- Kalus, Ukrajna